# Mistrovství světa v atletice 2011 – Ženy 200 metrů
 Běh na 200 metrů žen na Mistrovství světa v atletice 2011 se uskutečnil 2. a 3. září. Ve finálovém běhu zvítězila reprezentantka Jamajky Veronica Campbellová-Brownová s časem 22,22 s.

## Výsledky finálového běhu
| *                | jméno                          | země     | čas   |
| ---------------- | ------------------------------ | -------- | ----- |
| Zlatá medaile    | Veronica Campbellová-Brownová  | Jamajka  | 22,22 |
| Stříbrná medaile | Carmelita Jeterová             | USA      | 22,37 |
| Bronzová medaile | Allyson Felixová               | USA      | 22,42 |
| 4                | Shalonda Solomonová            | USA      | 22,61 |
| 5                | Kerron Stewartová              | Jamajka  | 22,70 |
| 6                | Debbie Fergusonová-McKenzieová | Bahamy   | 22,96 |
| 7                | Chrystyna Stujová              | Ukrajina | 23,02 |
| 8                | Sherone Simpsonová             | Jamajka  | 23,17 |